# Monument national au drapeau
Le monument national au drapeau est un monument situé à Rosario en Argentine. Il a été inauguré le 20 juin 1957, le jour anniversaire de la mort de Manuel Belgrano, le créateur du drapeau argentin.